# Wildsteig

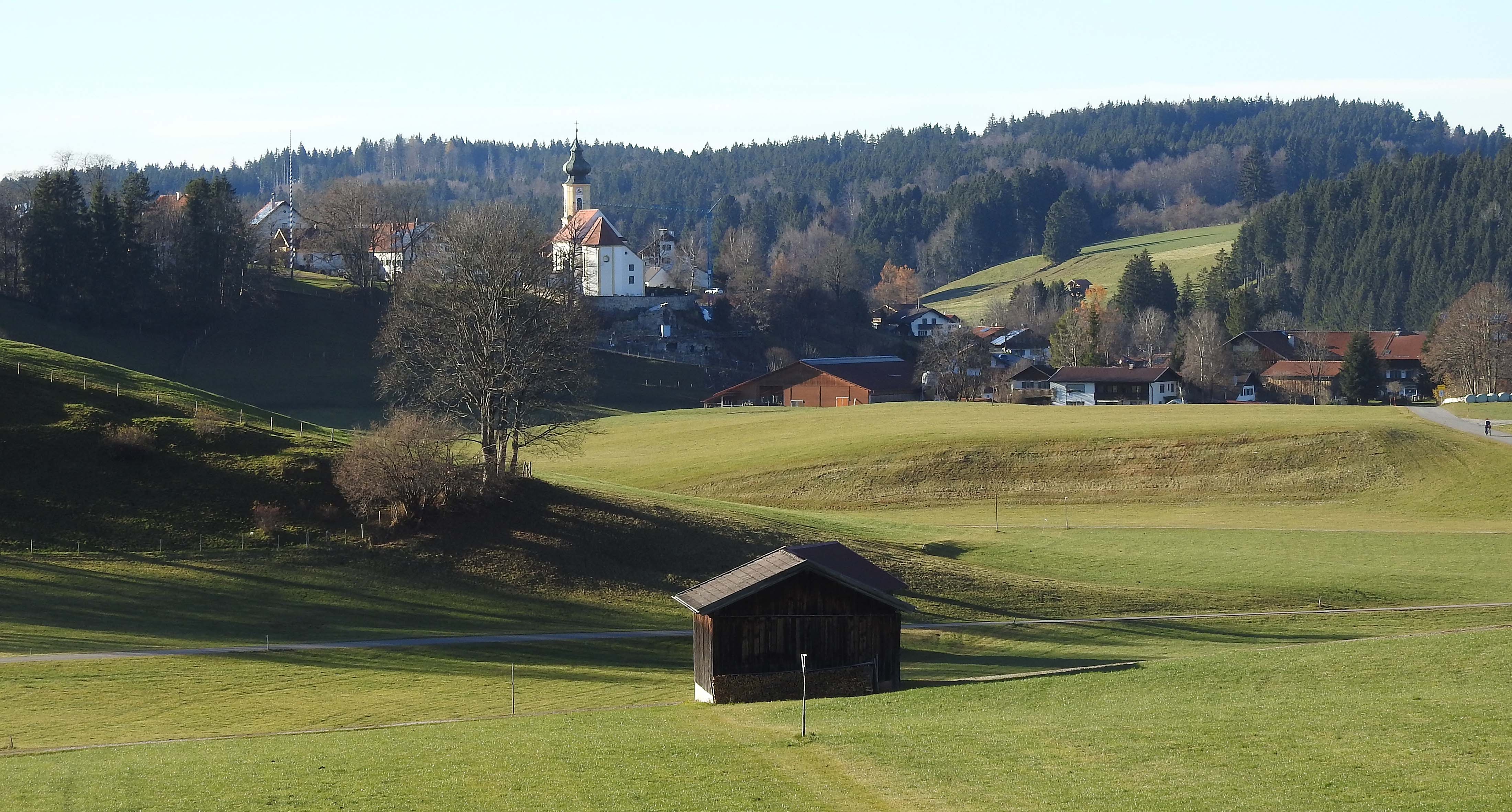
Wildsteig von Osten

Wildsteig ist eine Gemeinde im oberbayerischen Landkreis Weilheim-Schongau und ein Mitglied der Verwaltungsgemeinschaft Steingaden.

## Geographie

### Lage
Die Gemeinde liegt an der „Romantischen Straße“ nahe der berühmten Wieskirche. Wildsteig ist mit rund 900 m ü. NHN die höchstgelegene Gemeinde im Landkreis Weilheim-Schongau. Im Gemeindegebiet entspringt der Fluss Illach.

### Gemeindegliederung
Es gibt 19 Gemeindeteile (in Klammern ist der Siedlungstyp angegeben):
- Bichl (Einöde)
- Hargenwies (Einöde)
- Hausen (Dorf)
- Holz (Weiler)
- Ilchberg (Weiler)
- Kreut (Dorf)
- Linden (Weiler)
- Morgenbach (Dorf)
- Perau (Weiler)
- Peustelsau (Dorf)
- Rentschen (Einöde)
- Schildschwaig (Weiler)
- Schwaig (Weiler)
- See (Weiler)
- Soyermühle (Einöde)
- Straubenbach (Weiler)
- Unterbauern (Dorf)
- Unterhäusern (Dorf)
- Wildsteig (Pfarrdorf)

## Geschichte

### Bis zur Gemeindegründung
Das Gebiet der heutigen Gemeinde Wildsteig war bis zur Säkularisation im Jahr 1803 ein Teil der geschlossenen Hofmark des Klosters Rottenbuch. Wildsteig wurde im Zuge der Verwaltungsreformen im Königreich Bayern 1818 eine selbständige politische Gemeinde und gehörte zum Landgericht Schongau.

### Einwohnerentwicklung
Zwischen 1988 und 2018 wuchs die Gemeinde von 1054 auf 1280 um 226 Einwohner bzw. um 21,4 %.
| Jahr          | 1840 | 1871 | 1900 | 1925 | 1939 | 1950 | 1961 | 1970 | 1987 | 1991 | 1995 | 2000 | 2005 | 2010 | 2015 |
| Einwohnerzahl | 603  | 690  | 679  | 744  | 762  | 1063 | 815  | 882  | 1024 | 1105 | 1154 | 1232 | 1232 | 1254 | 1338 |

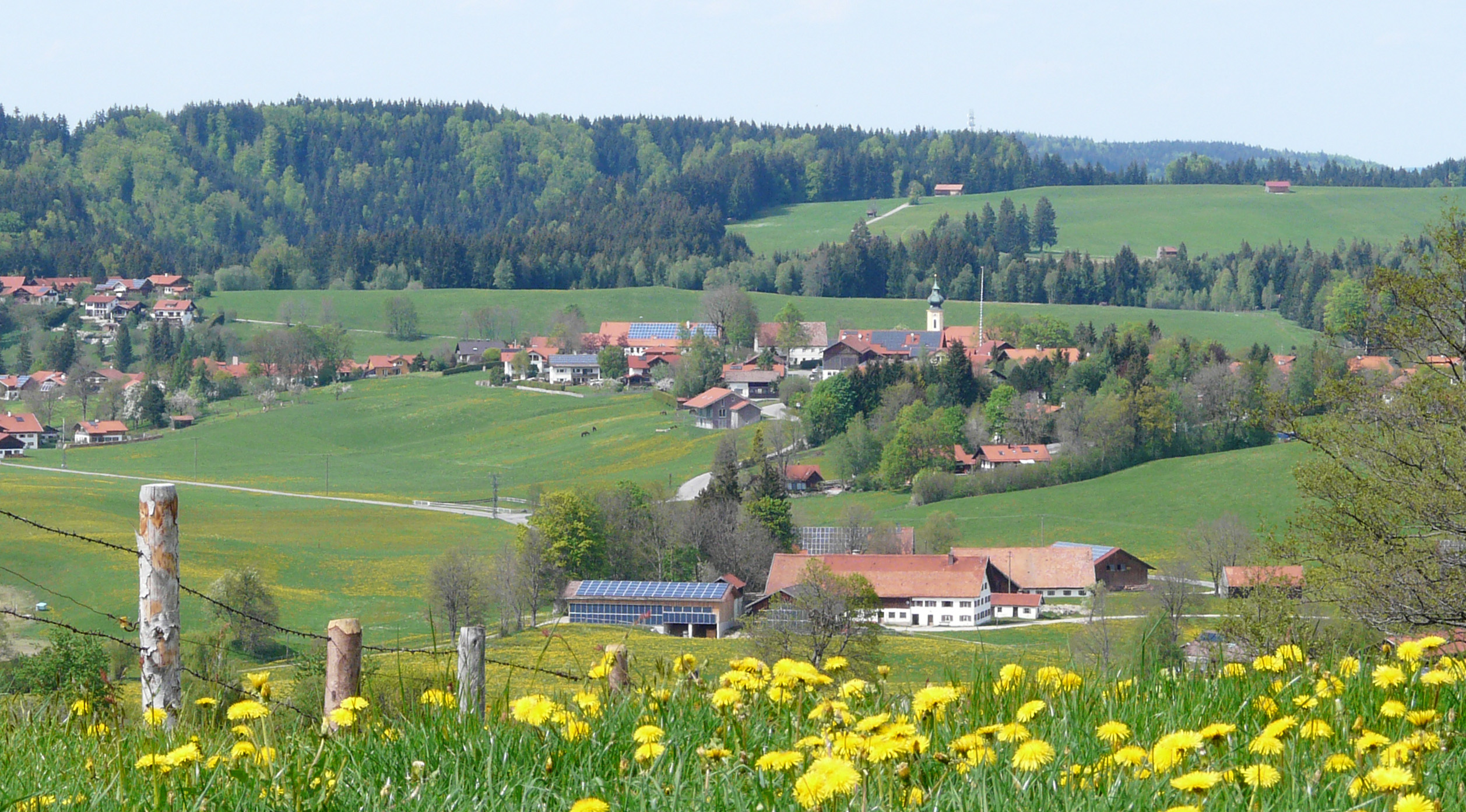
Wildsteig von Süden
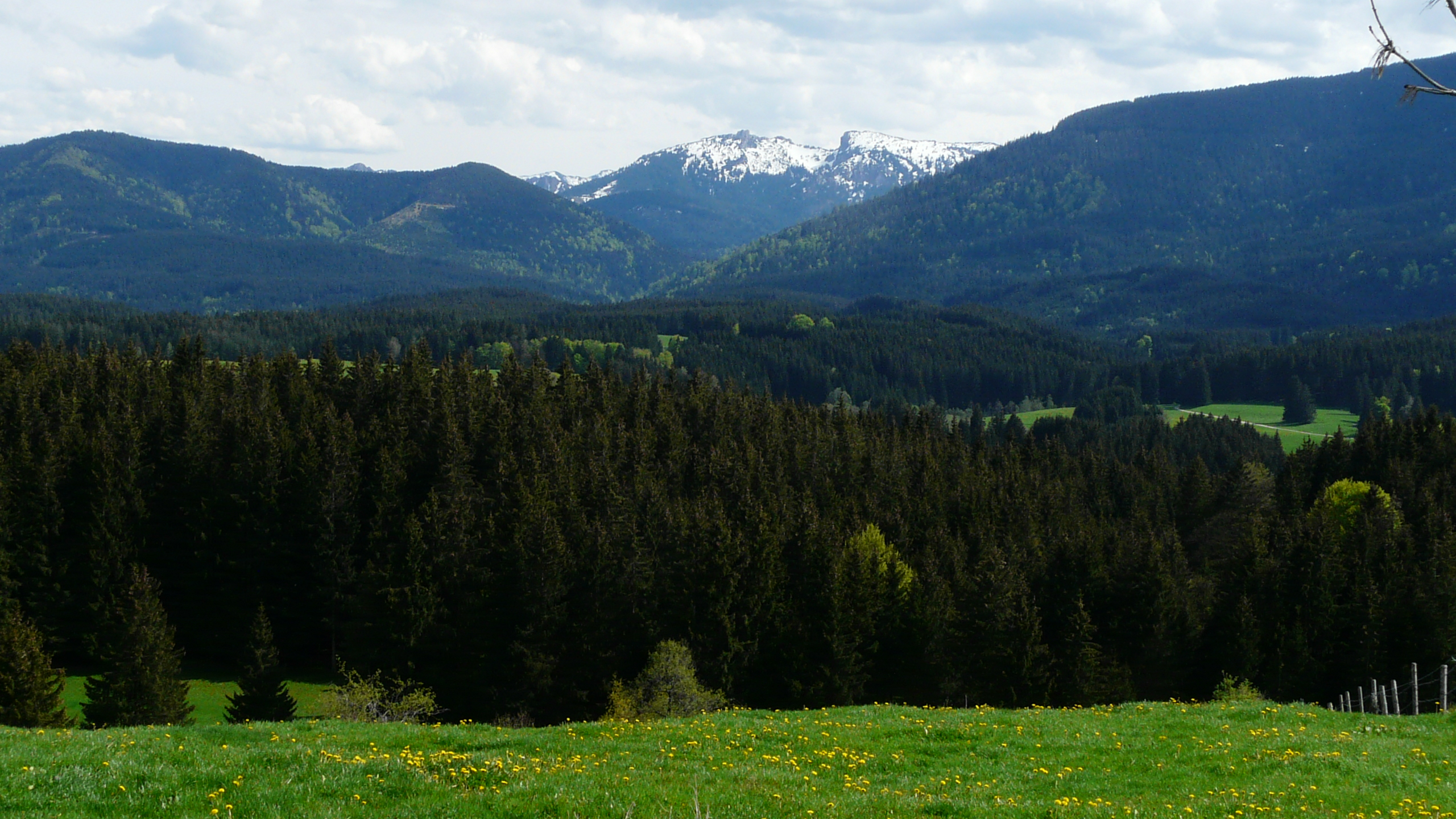
Blick vom Eckberg zum Laubeneck

## Wappen
|                         | Blasonierung: „Geteilt von Silber und Blau; oben eine bewurzelte rote Buche, unten auf silbernem Hügel ein goldener Bienenkorb in Rundform.“ |
| Wappenführung seit 1955 | |

## Bauwerke
Pfarrkirche St. Jakob aus der zweiten Hälfte des 18. Jahrhunderts (spätestes Rokoko mit klassizistischen Anklängen) mit Hochaltarfiguren vom Meister der Blutenburger Apostel aus der zweiten Hälfte des 15. Jahrhunderts

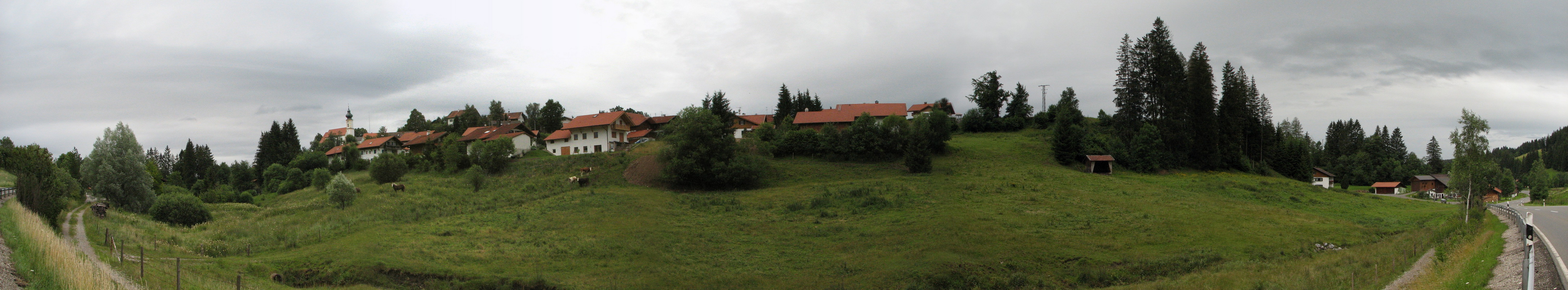
Panorama

## Naturdenkmäler
In der Ammerschlucht an der Grenze zur Nachbargemeinde Bad Bayersoien liegen die Schleierfälle, die durch einen die Hangkante hinabstürzenden Bach gebildet werden.
Siehe auch Liste der Naturdenkmäler im Landkreis Weilheim-Schongau.

## Verkehr
Wildsteig liegt am Bodensee-Königssee-Radweg, welcher in Lindau beginnt und zum Königssee bei Berchtesgaden führt. Er verläuft von Halblech kommend über Unterhäusern, Unterbauern, Wildsteig und Morgenbach Richtung Saulgrub.

## Persönlichkeiten
- Hans Mangold (* 1952 in Wildsteig), Facharzt für Innere Medizin und Politiker (ÖDP und Grüne).